# 라싱 산탄데르
레알 라싱 클루브 데 산탄데르(Real Racing Club de Santander)는 칸타브리아 지방 산탄데르에 위치한 엘 사르디네로를 근거로 하는 스페인의 축구 클럽이다. 현재 감독은 호세 알베르토 로페스이다.
이 축구단은 1913년 창단되었다. 1941년 '레알 산탄데르'로 이름이 바뀌었다가 1977년 다시 현재의 이름으로 복구되었다. 최고 성적은 1930-31 시즌의 준우승이다.
현재 세군다 디비시온에 속해 있다. 10-11시즌, 하반기에 임대로 영입한 지오반니 도스 산토스의 활약에 힘입어 36라운드에 1부리그 잔류를 확정지었다. 그 시즌은 12위로 마무리 하였다.

## 선수

### 현역
참고: FIFA 자격 규정에 따라 소속된 국가대표팀 국기를 표시합니다. 선수는 복수의 FIFA 비회원국 국적을 가지고 있을 수 있습니다.
| 번호 | 포지션 | 국적 | 이름 |
| ---- | ------ | ---- | ---- |

| 번호 | 포지션 | 국적 | 이름 |
| ---- | ------ | ---- | ---- |

### 임대 선수 명단
2011년 7월 15일 기준

참고: FIFA 자격 규정에 따라 소속된 국가대표팀 국기를 표시합니다. 선수는 복수의 FIFA 비회원국 국적을 가지고 있을 수 있습니다.
| 번호 | 포지션 | 국적 | 이름                                                |
| ---- | ------ | ---- | --------------------------------------------------- |
| —    | FW     |      | 브리안 살미엔토 (→UD 살라망카)                      |
| —    | MF     | 페루 | 다미안 이스모데스 (→우니베르시타리오 데 데포르테스) |
| —    | MF     |      | 마리오 오르티즈 (→UB 콩켄세)                        |
| —    | MF     |      | 호세 피콘 (→폰테베드라 CF)                          |

## 역대 감독
| 감독                     | 임기      |
| ------------------------ | --------- |
| 패트릭 오코넬            | 1922~1929 |
| 패트릭 오코넬            | 1947~1949 |
| 오투 붐베우              | 1960~1962 |
| 파키토 가르시아          | 1992~1993 |
| 하비에르 이루레타        | 1993~1994 |
| 마르코스 알론소 페냐     | 1996~1998 |
| 안도니 고이코에체아      | 2000~2001 |
| 키케 세티엔              | 2001~2002 |
| 후안 라몬 로페스 카로    | 2006      |
| 마르셀리노 가르시아 토랄 | 2007~2008 |
| 마르셀리노               | 2011      |
| 마르셀리노 가르시아 토랄 | 2011      |
| 엑토르 쿠페르            | 2011      |
| 알바로 세르베라          | 2012      |
| 후안 카를로스 운수에     | 2012      |
| 페드로 무니티스          | 2015~2016 |
| 호세 알베르토 로페스     | 2022~     |